# أوروس دي لينكريس
جزر أوروس دي لينكريس (بالإسبانية: Islotes Urros de Liencres) جزر إسبانية تقع في بحر كانتابريا، هي تابعة لمنطقة كانتابريا شمال إسبانيا.
تبلغ مساحة جزيرة أوروس دي لينكريس 0,022 كم².